# Апрель 2018 года

Список событий апреля 2018 года.

## События
- 1 апреля
  - Аман Тулеев подал в отставку.
- 2 апреля
  - Президентские выборы в Египте[1].
  - Произошёл неуправляемый спуск китайской космической станции «Тяньгун-1» в южной части Тихого океана[2].
- 3 апреля
  - Президент России Владимир Путин и президент Турции Реджеп Тайип Эрдоган дали старт официальному началу строительства в Турции АЭС «Аккую», первый энергоблок которой должен быть пущен в 2023 году.[3]
  - В штаб-квартире YouTube в Сан-Бруно произошла стрельба, в результате которой пострадали 4 человека[4].
  - Парламент Нидерландов одобрил закон о расширении «списка Магнитского» на весь Евросоюз[5].
  - Белый дом объявил, что планирует ввести дополнительную пошлину в размере 25 % на 1300 наименований китайских товаров с целью наказать Китай за политику принуждения западных компаний к раскрытию патентов и исходного кода ПО в обмен на право работать в стране[6].
- 4—15 апреля
  - Игры Содружества (Голд-Кост, Австралия)[7].
- 5 апреля
  - Белокаменные надгробия XVI—XVII веков и фрагменты старинных сосудов обнаружили в центре Москвы на месте уничтоженного Златоустовского монастыря.[8][9]
  - Федеральный немецкий суд принял решение отпустить экс-главу правительства Каталонии Карлеса Пучдемона на свободу под залог в размере €75 тыс.[10]
  - Петрозаводский городской суд оправдал главу карельского «Мемориала» Юрия Дмитриева по обвинению в изготовлении детской порнографии и развратных действиях[11].
  - Федеральный суд Бразилии выдал ордер на арест бывшего президента страны Луиса Инасиу Лулы да Силвы[12].
- 6 апреля
  - Евросоюз расширил санкции в отношении КНДР
  - США ввели санкции против 7 российских олигархов (Дерипаска, Вексельберг и др.) и 17 чиновников (Дюмин, Золотов и др.) из «кремлёвского списка»[13].
  - Конгрессмен США Блейк Фарентолд[англ.] уходит в отставку после обвинений в домогательствах[14].
- 7 апреля
  - В провинции Саскачеван (Канада) в результате аварии с участием автобуса погибли 14 человек[15].
  - В результате столкновений между вооружёнными силами армии обороны Израиля и палестинцами на границе сектора Газа погибли 17 человек, около 1,4 тыс. получили ранения[16].
  - В Сирии произошла химическая атака. Вертолёт сбросил бочку с химическим веществом зарин на город Думу в сирийской провинции Восточная Гута. 40 человек погибли, сотни людей пострадали от отравления[17].
- 8 апреля
  - В Венгрии прошли парламентские выборы[18].
  - В Японии впервые со Второй Мировой Войны была восстановлена морская пехота[19].
- 9 апреля
  - Самое большое в мире круизное судно Symphony of the Seas вышло в своё первое плавание[20].
  - Трое американских «морских котиков» пошли под суд в Сан-Диего по обвинению в совершении военных преступлений. Гособвинители утверждает, что эти трое замучили неустановленных лиц в Чоре, Урузган, Афганистан[21].
- 10 апреля
  - 38 из 39 депутатов Совета Народных Депутатов Кемеровской области проголосовали за кандидатуру Амана Тулеева, экс-губернатора Кемеровской области на должность председателя парламента[22].
  - В Кемеровской области, в бассейне 12 детей получили отравление хлором[23].
  - В сирийском городе Идлиб произошёл взрыв в семиэтажном доме, в результате которого погибли не менее 15 человек и ещё 36 пострадали[24].
  - Орбитальный модуль Trace Gas Orbiter миссии «ЭкзоМарс» перешёл на рабочую орбиту и готов начать изучение состава атмосферы Марса[25].
  - Помощник главы США Дональда Трампа по вопросам внутренней безопасности Том Боссерт ушел в отставку[26].
  - Основатель Facebook Марк Цукерберг в течение почти пяти часов давал показания в американском сенате[27].
- 11 апреля
  - В Азербайджане прошли внеочередные президентские выборы, по первичным результатам которых президентом стал Ильхам Алиев, получивший 86,5 % голосов[28].
  - Катастрофа самолёта Ил-76, принадлежащего ВВС Алжира. Погибли 257 человек[29].
- 12 апреля
  - Восточная Гута перешла под контроль войск Асада, войска Сирии установили контроль над городом Дума[30].
- 13 апреля
  - В Индии ветер со скоростью 130 км/ч разрушил два минарета Тадж-Махала[31].
  - Таганский суд Москвы принял решение о блокировке мессенджера Telegram на всей территории России[32].
  - В Румынии начали уголовное расследование против бывших президента Иона Илиеску, премьер-министра Петре Романа и вице-премьера Джелу Войкана Войкулеску с подозрениями в преступлениях против человечности[33].
  - В Государственной думе России зарегистрировали законопроект о противодействии международным санкциям; закон предусматривает запрет ввоза в страну американского продовольствия, а в частности, алкоголя, табачной продукции и лекарства[34][35].
- 14 апреля
  - США, Франция и Великобритания в ночь на субботу провели военную операцию против Сирии. Точечные удары наносили по объектам, связанным с химическим оружием[36].
  - В результате голосования (3 голоса «за», 8 — «против»), Совет Безопасности ООН отверг российский проект резолюции, осуждающий ракетный удар по Сирии[37].
  - У иранского оружейного склада на горе Джебель-Азан на юге сирийского округа Алеппо прогремели мощные взрывы[38]. Погибло не менее 20 иранских военнослужащих[39]. По данным телевизионного канала CNN Türk, незадолго до атаки очевидцы видели в небе над базой самолёты неизвестного происхождения[40].
- 15 апреля
  - В Черногории состоялись президентские выборы, на которых, по предварительным данным, победил Мило Джуканович от Демократической партии социалистов[41].
- 16 апреля
  - В Армении с новой силой разгорелись протесты против назначения премьер-министром экс-президента Саргсяна[42].
  - Газета «Коммерсантъ» сообщила, что причиной пожара в торгово-развлекательном центре «Зимняя вишня» названо короткое замыкание[43].
- 17 апреля
  - Парламент Армении избрал премьер-министром страны бывшего президента Серж Саргсяна, против которого протестуют в Ереване[44].
  - Бывшего президента Румынии Иона Илиеску обвиняют в преступлениях против человечности[45].
  - Во время рейса самолёта Boeing 737NG авиакомпании Southwest Airlines по маршруту Нью-Йорк—Даллас из-за взрыва двигателя было разбито окно и в него засосало пассажирку, самолёт смог сесть, пассажирка впоследствии скончалась.[46]
- 18 апреля
  - В Саудовской Аравии впервые после 35 лет запрета открывают кинотеатр, в рамках программы реформ Saudi Vision 2030[47].
  - Директор Центрального разведывательного управления Майк Помпео встретился с северокорейским лидером Ким Чен Ыном[48].
  - В Турции объявили о досрочных президентских и парламентских выборах, которые пройдут 24 июня 2018 года[49].
  - Ракета-носитель Falcon 9 компании SpaceX успешно вывела на орбиту космический телескоп NASA — TESS, предназначенный для поиска экзопланет[50].
  - В ряде городов в Никарагуа начались антиправительственные протесты жителей, которые не согласны с реформой социального обеспечения. В результате столкновений погибли по меньшей мере 25 человек[51].
- 19 апреля
  - Национальная ассамблея Кубы, взамен покинувшего пост Рауля Кастро, выбрала главой государственного совета Мигеля Диаса-Канеля[52].
  - Король африканского государства Свазиленд Мсвати III переименовал его в Королевство Эсватини[53].
- 20 апреля
  - Королева Великобритании Елизавета II предложила кандидатуру Чарльза, принца Уэльского на пост главы Содружества наций[54].
- 21 апреля
  - Северная Корея приостанавливает проведение ядерных испытаний и запуски межконтинентальных баллистических ракет, а также замораживает работу ядерного полигона[источник не указан 978 дней]
- 23 апреля
  - В Страсбурге началась весенняя сессия ПАСЕ, которая будет длиться до 27 апреля[55][56].
  - К протестам против премьер-министра в Армении присоединилась часть военнослужащих[57]. Премьер-министр Саргсян подал в отставку. Из ереванского СИЗО были отпущены ранее задержанные оппозиционные депутаты[58].
  - 10 человек погибли в Торонто (Канада) в результате наезда фургона на пешеходов[59].
- 24 апреля
  - Адвокат Марк Фейгин известный по делу группы Pussy Riot, лишён адвокатского статуса по итогам иска журналиста и блогера Анатолия Шария[60].
- 25 апреля
  - Одна из самых престижных музыкальных премий Германский союз музыкальной индустрии Echo прекращает существование из-за вручения премии в номинации «Лучший хип-хоп альбом» дуэту рэперов Kollegah (псевдоним Феликса Блуме) и Фарида Банго, в текстах песен которых обнаружили грубые отсылки к Холокосту и концентрационному лагерю Освенцим, и обвинений жюри Echo в антисемитизме[61].
  - Датский изобретатель Петер Мадсен приговорён к пожизненному заключению за убийство шведской журналистки Ким Валль на борту подводной лодки Nautilus[62].
- 26 апреля
  - В Японии запустили после семи лет ремонта коллайдер SuperKEKB, мировой рекордсмен по светимости среди ускорителей[63] .
  - Главный приз Московского международного кинофестиваля получил якутский фильм Царь-птица[64].
- 27 апреля
  - Состоялась встреча северокорейского руководителя Ким Чен Ына и президента Южной Кореи Мун Чжэ Ина[65].
  - Попавший под санкции российский бизнесмен Олег Дерипаска согласился снизить долю в En+ ниже 50 % и покинуть совет директоров компании, акции Русала и En+ отреагировали подъёмом[66].
- 29 апреля
  - Мощный ракетный удар по иранской базе Джабель 47 в Сирии[67]. Сейсмологи зафиксировали землетрясение 2.6 балла по шкале Рихтера[68].
- 30 апреля
  - В Каспийске (Россия) стартовал чемпионат Европы по борьбе[69].
  - Премьер-министр Израиля Биньямин Нетаньяху обнародовал разведданные о «ядерном архиве» Ирана[70][71].